# DreamWorks Animation
DreamWorks Animation SKG, Inc. là một hãng phim hoạt hình của Hoa Kỳ chuyên sản xuất phim hoạt hình và chương trình truyền hình. Họ đã phát hành tổng cộng 22 phim, trong đó có nhiều sản phẩm nổi tiếng như Shrek, Madagascar, Kung Fu Panda và Bí kíp luyện rồng.
Phim của DreamWorks Animation được phát hành trên toàn thế giới bởi Paramount Pictures của Viacom, tập đoàn đã mua lại DreamWorks vào tháng 1 năm 2006.
Tháng 4 năm 2016, công ty NBCUniversal trực thuộc tập đoàn Comcast thông qua bộ phận Universal Filmed Entertainment Group ra giá 3.8 tỷ USD để sở hữu xưởng hoạt hình Dreamworks Animation. Thương hiệu DreamWorks Animation sẽ vẫn được giữ nguyên.

## Lịch sử
Ngày 12 tháng 10 năm 1994, DreamWorks SGK được thành lập bởi Steven Spielberg, David Geffen và Jeffrey Katzenberg.
Năm 2000, DreamWorks thành lập một bộ phận kinh doanh mới là DreamWorks Animation. Ngày 27 tháng 10 năm 2004, bộ phận kinh doanh này trở thành một công ty thương mại có tên là DreamWorks Animation SKG, Inc. và được quản lý bởi Katzenberg.
Ngày 31 tháng 1 năm 2006, DreamWorks Animation ký một thỏa thuận với Paramount Pictures, theo đó cấp cho Paramount quyền phân phối trên toàn thế giới tất cả các phim hoạt hình, bao gồm bộ phim ngay trước đó và 13 bộ phim tiếp theo, hoặc cho đến ngày 31 tháng 12 năm 2012.
Ngày 13 tháng 3 năm 2007, DreamWorks Animation thông báo rằng họ sẽ phát hành tất cả các phim của mình, bắt đầu từ phim Monsters vs. Aliens (2009).
Từ năm 2009, công ty thường xuyên xuất hiện trong danh sách 100 công ty tốt nhất để làm việc của tạp chí Fortune. Là công ty giải trí duy nhất trong danh sách, họ đứng thứ 47 năm 2009, thứ 6 năm 2010 và thứ 10 năm 2011, thứ 14 năm 2012, và thứ 12 năm 2013.

## Các sản phẩm

### Các phim nổi bật
| #  | Tên phim                                       | Phát hành            | Kinh phí     | Doanh thu    | RT  | IMDb |
| -- | ---------------------------------------------- | -------------------- | ------------ | ------------ | --- | ---- |
| 1  | Antz                                           | 2 tháng 10 năm 1998  | $105.000.000 | $171.757.863 | 95% | 6,8  |
| 2  | The Prince of Egypt                            | 18 tháng 12 năm 1998 | $70.000.000  | $218.613.188 | 79% | 6,8  |
| 3  | The Road to El Dorado                          | 31 tháng 3 năm 2000  | $95.000.000  | $76.432.727  | 49% | 6,5  |
| 4  | Chicken Run                                    | 23 tháng 6 năm 2000  | $45.000.000  | $224.834.564 | 96% | 7,2  |
| 5  | Shrek                                          | 18 tháng 5 năm 2001  | $60.000.000  | $484.409.218 | 89% | 7,9  |
| 6  | Spirit: Stallion of the Cimarron               | 24 tháng 5 năm 2002  | $80.000.000  | $122.563.539 | 69% | 6,7  |
| 7  | Sinbad: Legend of the Seven Seas               | 2 tháng 7 năm 2003   | $60.000.000  | $80.767.884  | 46% | 6,6  |
| 8  | Shrek 2                                        | 19 tháng 5 năm 2004  | $150.000.000 | $919.838.758 | 89% | 7,4  |
| 9  | Shark Tale                                     | 1 tháng 10 năm 2004  | $75.000.000  | $367.275.019 | 36% | 5,9  |
| 10 | Madagascar                                     | 27 tháng 5 năm 2005  | $78.000.000  | $532.680.671 | 55% | 6,7  |
| 11 | Wallace & Gromit: The Curse of the Were-Rabbit | 7 tháng 10 năm 2005  | $30.000.000  | $192.610.372 | 95% | 7,8  |
| 12 | Over the Hedge                                 | 19 tháng 5 năm 2006  | $80.000.000  | $336.002.996 | 74% | 7,0  |
| 13 | Flushed Away                                   | 3 tháng 11 năm 2006  | $149.000.000 | $178.120.010 | 72% | 7,0  |
| 14 | Shrek the Third                                | 18 tháng 5 năm 2007  | $160.000.000 | $798.958.162 | 41% | 6,1  |
| 15 | Bee Movie                                      | 2 tháng 11 năm 2007  | $150.000.000 | $287.594.577 | 51% | 6,3  |
| 16 | Kung Fu Panda                                  | 6 tháng 6 năm 2008   | $130.000.000 | $631.744.560 | 88% | 7,7  |
| 17 | Madagascar: Escape 2 Africa                    | 7 tháng 11 năm 2008  | $150.000.000 | $603.900.354 | 64% | 6,8  |
| 18 | Monsters vs. Aliens                            | 27 tháng 3 năm 2009  | $175.000.000 | $381.509.870 | 72% | 6,7  |
| 19 | Bí kíp luyện rồng (How to Train Your Dragon)   | 26 tháng 3 năm 2010  | $165.000.000 | $494.878.759 | 98% | 8,2  |
| 20 | Shrek Forever After                            | 21 tháng 5 năm 2010  | $165.000.000 | $752.600.867 | 57% | 6,6  |
| 21 | Megamind                                       | 5 tháng 11 năm 2010  | $130.000.000 | $321.885.765 | 72% | 7,3  |
| 22 | Kung Fu Panda 2                                | 26 tháng 5 năm 2011  | $150.000.000 | $639.518.657 | 82% | 7,8  |

### Loạt chương trình truyền hình
| #  | Tên                                   | Ngày chiếu đầu      | Ngày kết thúc        | Kênh              |
| -- | ------------------------------------- | ------------------- | -------------------- | ----------------- |
| 1  | Toonsylvania                          | 14 tháng 2 năm 1998 | 21 tháng 12 năm 1998 | FOX               |
| 2  | Invasion America                      | 8 tháng 6 năm 1998  | 7 tháng 7 năm 1998   | The WB            |
| 3  | Alienators: Evolution Continues       | 15 tháng 9 năm 2001 | 22 tháng 6 năm 2002  | FOX               |
| 4  | Father of the Pride                   | 31 tháng 8 năm 2004 | 28 tháng 12 năm 2004 | NBC               |
| 5  | The Penguins of Madagascar            | 28 tháng 3 năm 2009 |                      | Nickelodeon       |
| 6  | Neighbors from Hell                   | 7 tháng 6 năm 2010  | 26 tháng 7 năm 2010  | TBS               |
| 7  | Kung Fu Panda: Legends of Awesomeness | 2011                |                      | Nickelodeon       |
| 8  | How to Train Your Dragon              | 2012                |                      | Cartoon Network   |
| 9  | Future Earth                          | 2012                |                      | Discovery Channel |
| 10 | Monsters vs. Aliens                   | TBA                 |                      | Nickelodeon       |